# Ostböhmische Tafel

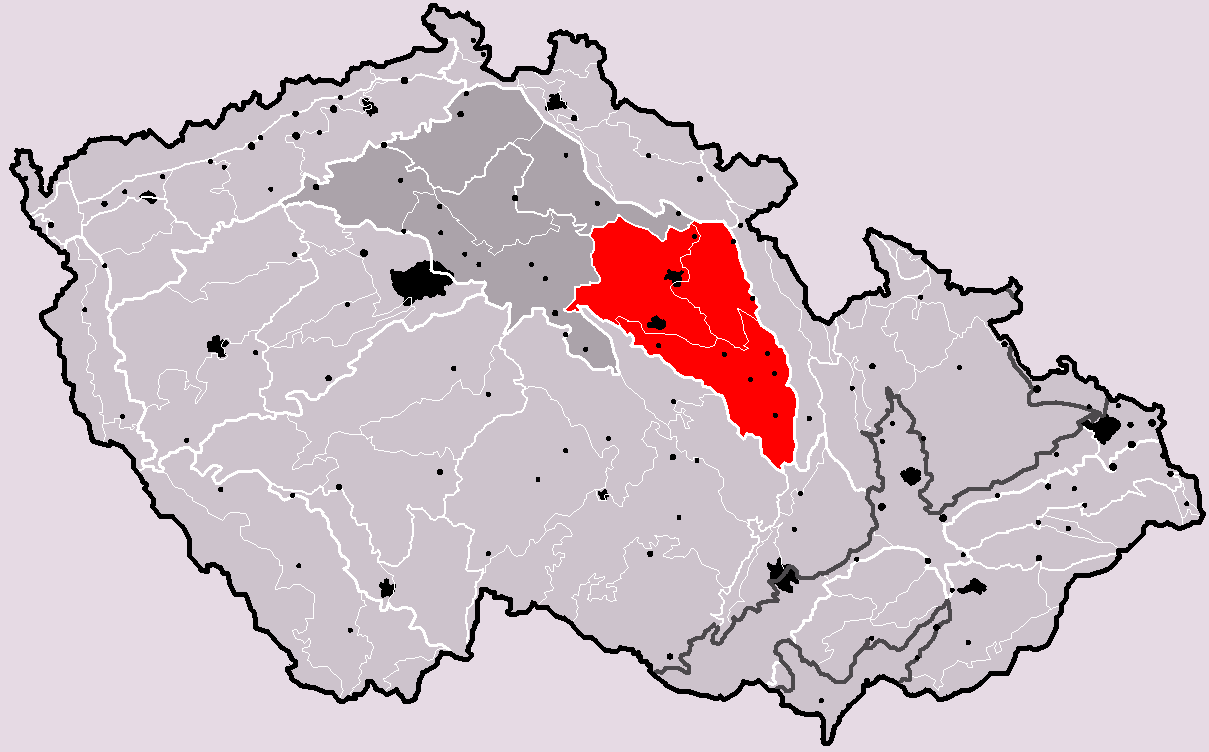
Ostböhmische Tafel in Tschechien

Die Ostböhmische Tafel (tschechisch Východočeská tabule) ist ein Tafelland in Tschechien. Sie erstreckt sich über die Regionen Pardubitz, Königgrätz, Mittelböhmen und Südmähren.
Die Ostböhmische Tafel ist ein flaches bis zerklüftetes Hügelgebiet mit einem  Mittelgebirge im Südosten, hauptsächlich im  Elbbecken und dem Gebiet der Nebenflüsse Úpa, Metuje, Orlice, Loučná, Chrudimka, Cidlina. Es liegt hauptsächlich auf Sedimenten der Oberkreide mit Anteilen von neogenen Meeres- und Flusssedimenten und pleistozänen Fluss- (proluvialen) und vom Wind abgelagerten, äolischen Sedimenten.